# 钨酸铯
钨酸铯是一种无机化合物，以在溶液中形成非常稠密的液体而著称。这个溶液用于钻石加工，因为钻石会下沉，但大多数其他岩石会漂浮。

## 性质
钨酸铯会形成吸湿性很强的无色晶体。它在536 ℃下会发生从正交晶系到六方晶系的相变。

## 制备
钨酸铯可以通过氯化铯（CsCl）与钨酸银（Ag2WO4）反应，或钨酸与氢氧化铯反应制备。

## 危害
钨酸铯具有急性毒性，可能会引起刺激。它接触皮肤和眼睛时可能会引起炎症。